# Municipalité de Canelas
Pour les articles homonymes, voir Canelas.
Canelas est une des 39 municipalités de l'état de Durango, dans la Sierra Madre Occidentale au nord-ouest du Mexique. Son chef-lieu est la ville de Canelas. Sa superficie est de 683,4 km2.
En 2010, la municipalité a une population de 4 122 habitants.

## Localités
Canelas a 70 localités, des petits villages et des ranches. Son économie repose sur la production forestière et minière.
Les localités principales sont :
| Locatlité                   | Population |
| --------------------------- | ---------- |
| Total                       | 4,122      |
| Canelas                     | 734        |
| La Tembladora De Camellones | 202        |
| El Salto De Camellones      | 186        |
| La Yerbabuena               | 166        |